# Donje Taborište (Slunj)
Donje Taborište is een plaats in de gemeente Slunj in de Kroatische provincie Karlovac. De plaats telt 202 inwoners (2001).